# Campionati mondiali di pentathlon moderno
I campionati mondiali di pentathtlon moderno sono una competizione internazionale di pentathlon moderno. Si svolgono annualmente dal 1949 e sono organizzati dall'Union internationale de pentathlon moderne (UIPM).

## Edizioni
| N.      | Anno | Città ospitante      | Città ospitante      |
| N.      | Anno | Maschili             | Femminili            |
| ------- | ---- | -------------------- | -------------------- |
| I       | 1949 | Stoccolma            |                      |
| II      | 1950 | Berna                |                      |
| III     | 1951 | Helsingborg          |                      |
| IV      | 1953 | Santo Domingo        |                      |
| V       | 1954 | Budapest             |                      |
| VI      | 1955 | Macolin              |                      |
| VII     | 1957 | Stoccolma            |                      |
| VIII    | 1958 | Aldershot            |                      |
| IX      | 1959 | Hershey              |                      |
| X       | 1961 | Mosca                |                      |
| XI      | 1962 | Città del Messico    |                      |
| XII     | 1963 | Magglingen           |                      |
| XIII    | 1965 | Lipsia               |                      |
| XIV     | 1966 | Melbourne            |                      |
| XV      | 1967 | Jönköping            |                      |
| XVI     | 1969 | Budapest             |                      |
| XVII    | 1970 | Warendorf            |                      |
| XVIII   | 1971 | San Antonio          |                      |
| XIX     | 1973 | Londra               |                      |
| XX      | 1974 | Mosca                |                      |
| XXI     | 1975 | Città del Messico    |                      |
| XXII    | 1977 | San Antonio          |                      |
| XXIII   | 1978 | Jönköping            | Stoccolma            |
| XXIV    | 1979 | Budapest             |                      |
| XXV     | 1981 | Zielona Góra         | Londra               |
| XXVI    | 1982 | Roma                 | Compiègne            |
| XXVII   | 1983 | Warendorf            | Göteborg             |
| -----   | 1984 |                      | Copenaghen           |
| XXVIII  | 1985 | Melbourne            | Montréal             |
| XXIX    | 1986 | Montecatini Terme    | Montecatini Terme    |
| XXX     | 1987 | Moulins              | Bensheim             |
| ----    | 1988 |                      | Varsavia             |
| XXXI    | 1989 | Budapest             | Wiener Neustadt      |
| XXXII   | 1990 | Lahti                | Linköping            |
| XXXIII  | 1991 | San Antonio          | Sydney               |
| XXXIV   | 1992 | Winterthur           | Budapest             |
| XXXV    | 1993 | Darmstadt            | Darmstadt            |
| XXXVI   | 1994 | Sheffield            | Sheffield            |
| XXXVII  | 1995 | Basilea              | Basilea              |
| XXXVIII | 1996 | Roma                 | Roma                 |
| XXXIX   | 1997 | Sofia                | Sofia                |
| XL      | 1998 | Città del Messico    | Città del Messico    |
| XLI     | 1999 | Budapest             | Budapest             |
| XLII    | 2000 | Pesaro               | Pesaro               |
| XLIII   | 2001 | Millfield            | Millfield            |
| XLIV    | 2002 | San Francisco        | San Francisco        |
| XLV     | 2003 | Pesaro               | Pesaro               |
| XLVI    | 2004 | Mosca                | Mosca                |
| XLVII   | 2005 | Varsavia             | Varsavia             |
| XLVIII  | 2006 | Città del Guatemala  | Città del Guatemala  |
| XLIX    | 2007 | Berlino              | Berlino              |
| L       | 2008 | Budapest             | Budapest             |
| LI      | 2009 | Londra               | Londra               |
| LII     | 2010 | Chengdu              | Chengdu              |
| LIII    | 2011 | Mosca                | Mosca                |
| LIV     | 2012 | Roma                 | Roma                 |
| LV      | 2013 | Kaohsiung            | Kaohsiung            |
| LVI     | 2014 | Varsavia             | Varsavia             |
| LVII    | 2015 | Berlino              | Berlino              |
| LVIII   | 2016 | Mosca                | Mosca                |
| LIX     | 2017 | Il Cairo             | Il Cairo             |
| LX      | 2018 | Città del Messico    | Città del Messico    |
| LXI     | 2019 | Budapest             | Budapest             |
| -       | 2020 | Cancún               | Cancún               |
| LXIII   | 2021 | Il Cairo             | Il Cairo             |
| LXIV    | 2022 | Alessandria d'Egitto | Alessandria d'Egitto |
| LXV     | 2023 | Bath                 | Bath                 |
| LXVI    | 2024 | Zhengzhou            | Zhengzhou            |
| LXVII   | 2025 | Druskininkai         | Druskininkai         |